# يوسف أحمد (سوريا)
يوسف أحمد (1947 (حلب) - 15 أكتوبر 2019)، دبلوماسي وسياسي سوري، شغل منصب مندوب سوريا الدائم لدى جامعة الدول العربية ورأس اجتماعات مجلس السلم والأمن العربي.
حاصل على الإجازة في الهندسة الكهربائية من جامعة دمشق عضو قيادة فرع جامعة دمشق للحزب وعضو اللجنة المركزية لحزب البعث مسؤول مكتب الطلبة القطري عام 1980 وتولى وزارات النقل والاتصالات والإنشاء والتعمير والدولة لشؤون الطاقة الذرية من عام 1985 ولغاية عام 2000 حيث عين سفير سورية في القاهرة ومندوبها في الجامعة العربية منذ عام 2000 حتى تعليق عضوية دمشق عام 2011. متزوج ولديه ثلاثة أبناء ولدان وبنت.

## الوفاة
توفي في 15 أكتوبر 2019 بعد صراع مع المرض عن عمر ناهز 72 عاما .

## وصلات خارجية
- عن مجلس السلم والأمن العربي.